# Trilogy 3
Trilogy 3 ist ein Jazzalbum von Chick Corea, Christian McBride und Brian Blade. Die im Februar und März 2020 live entstandenen Aufnahmen erschienen am 28. Februar 2025 auf Universal Music/Candid Records.

## Hintergrund
Diese Aufnahmen des Trios des Pianisten Chick Corea mit dem Bassisten Christian McBride und dem Schlagzeuger Brian Blade entstanden während ihrer letzten Tournee im Februar und März 2020, ein Jahr vor dem Tod des Pianisten im Februar 2021 an einer Krebserkrankung. Es ist das dritte Album des Trios nach Trilogy (2013) und Trilogy 2 (2018).

## Titelliste
- Chick Corea, Christian McBride, Brian Blade: Trilogy 3 (Universal Music UCCJ-3048)[2]

1. Humpty Dumpty 10:12
2. Windows 9:35
3. Ask Me Now (Thelonious Monk) 8:51
4. You’d Be So Easy to Love (Cole Porter) 15:22
5. Trinkle Tinkle (Monk) 6:48
6. Sonata in D Minor K9, L413 Allegro (Scarlatti) 6:04
7. Spanish Song 11:13
8. Tempus Fugit (Bud Powell) 9:00

Wenn nicht anders vermerkt, stammen die Kompositionen von Chick Corea.

## Rezeption

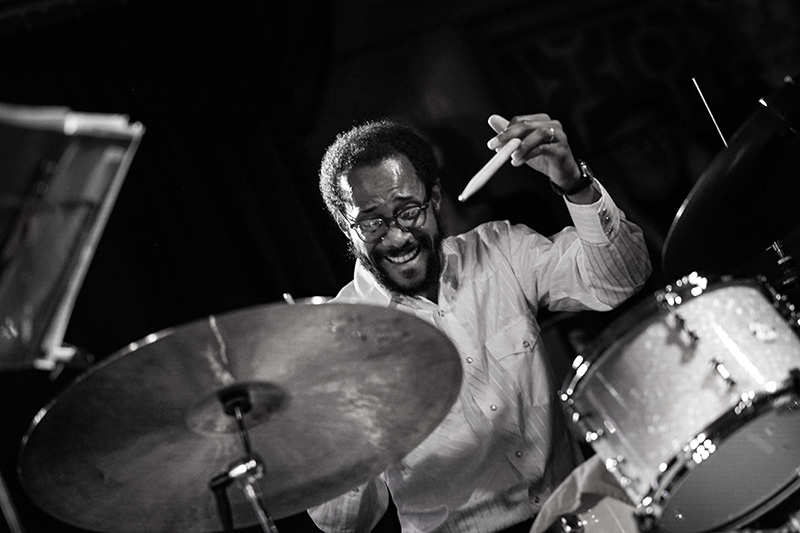
Brian Blade (2017)

Schon der energiegeladene Auftakt von „Humpty Dumpty“ – die hier aufgeführte Version dürfte die flüssigste und mitreißendste seit dem Debüt 1978 auf The Mad Hatter sein – würde Corea, McBride und Blade sofort inspirieren, schrieb Mike Jurkovic in All About Jazz. McBride spiele hier überschäumend, Blade lasse sich von der Flut mitreißen. Dies sei pure Energie und Lyrik, pure Intuition und bescheidener Stil. Corea würde die Führung übernehmen, würdevoll und freudig bei „Windows“, einem glänzenden Walzer aus dem Songbook des Pianisten aus der Mitte der 1960er-Jahre. Dann beginne er inmitten des meisterhaft luftigen rhythmischen Tanzes von Blade und McBride zu toben. Dieser locker-leichte Groove sei der Auftakt zur ersten von zwei munteren Thelonious-Monk-Klassikern: dem flotten „Ask Me Now“ (aus Genius of Modern Music, Vol. 2, 1952) und den unwiderstehlichen Herausforderungen von „Trinkle Tinkle“.
Zwischen den Monk-Versionen strotze Cole Porters herrlich freches „You’d Be So Easy to Love“ mit unbestreitbarer Leidenschaft, so Jurkovic weiter. Das Trio würde Domenico Scarlattis „Sonata in D Minor“ eine poppige Bop-Inbrunst verleihen, die nicht nur dem italienischen Komponisten, sondern auch dem nuancierten Genie des Trios in allen Musikstilen, egal wie modern oder antiquiert, gerecht wird. Bud Powells Bop-Meisterwerk „Tempus Fugit“ würde das Album Trilogy 3 auf einem Höhepunkt abschließen, den nur diese drei Musiker erreichen und halten konnten.
Auf Rolf Thomas betonte in seiner Besprechung für Jazz thing, dass hier eine „Hammerbesetzung“ zu hören sei, die selbstverständlich musikalisch keine Wünsche offen lasse. Insbesondere die Version von Scarlattis „Sonata in D Minor“ sei von hoher musikalischer Autorität und keineswegs eine schlichte ‚Verjazzung‘. Die technische Brillanz dieser Musiker liege auf der Hand, aber es sei vor allem der Spaß am gemeinsamen Spiel und die tiefe Emotionalität, die diese Musik so besonders machen.